# Ильин, Глеб Александрович
Глеб Александрович Ильин (1889—1968) — российский и американский художник. Родился 1 июня 1889 года в Казани. Учился в Императорской Академии художеств в Санкт-Петербурге. После революции оказался в Омске. После прихода к власти адмирала Колчака принял участие в конкурсе ОХЛИИСК. Его проект ордена «Освобождение Сибири» (1919) получил 2-ю премию и был принят в производство. После падения Колчака некоторое время жил и работал в Японии, затем с семьёй эмигрировал в США. Много и успешно работал как живописец, организовывал выставки, включён в список значимых американских художников.

## Биография

### Россия
Родился 1 июня 1889 года в Казани, в аристократической семье. Отец служил судьёй, домом и семьёй занималась мать Евдокия (в девичестве Крыжановская). У Глеба был старший брат Пётр, родившийся 6 января 1887. С раннего детства будущий художник проявил интерес к живописи, который поддерживался родителями. В 1911 с отличием закончил Казанскую государственную художественную гимназию, где 4 года его наставником был Н. И. Фешин. Продолжил обучение в Императорской Академии художеств в Санкт-Петербурге (1911-1917) под руководством И. Е. Репина и К. Е. Маковского.

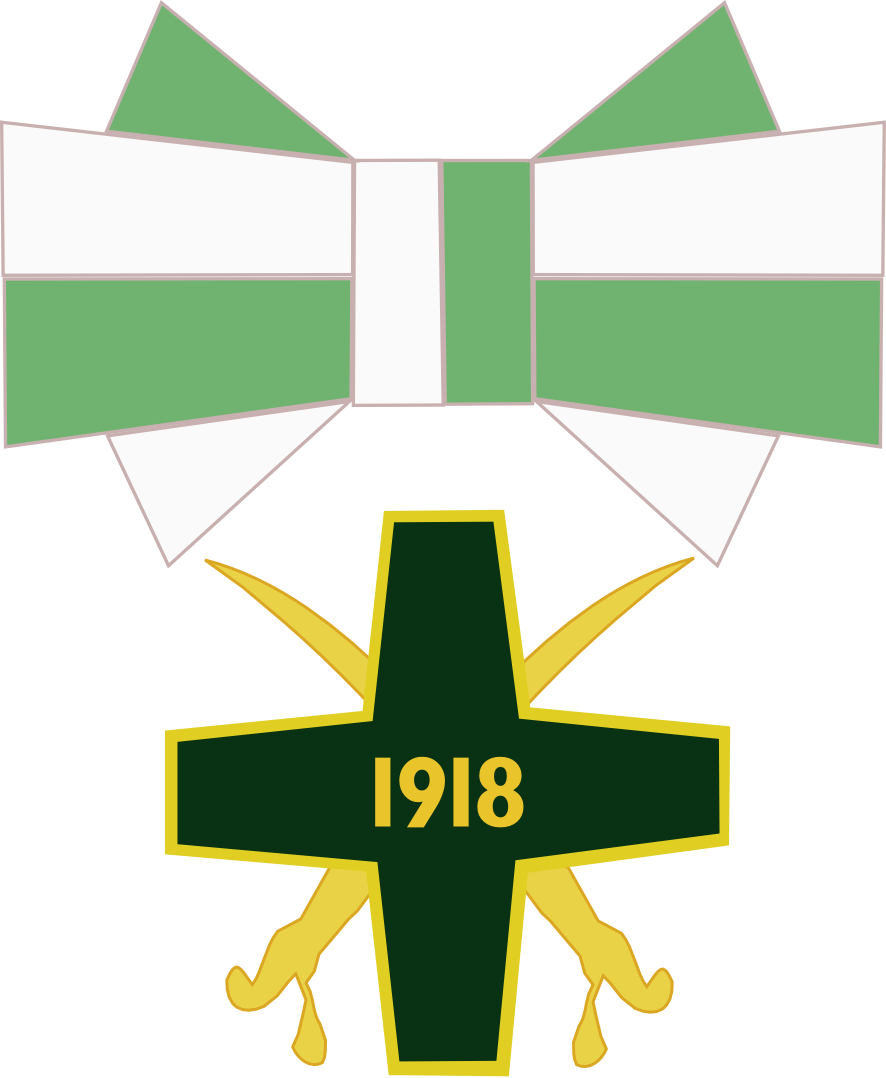
Орден «Освобождение Сибири», проект Ильина.

Ещё в период обучения Ильин стал известен за стенами академии и получал заказы на написание портретов членов императорской семьи (портрет великого князя Константина Константиновича) и петербургских знаменитостей (портрет Ф. И. Шаляпина). На осенней выставке Академии в 1916 его работа «Портрет г-жи Сапожниковой» получила 4-ю премию.
После Октябрьской революции Ильин покинул Петербург и вернулся домой в Казань. Вскоре, однако, город бы занят Красной Армией. Земли, недвижимость и фамильные ценности Ильиных и Крыжановских были конфискованы. В преддверии боёв за Казань Глеб с братом Петром и матерью смогли перебраться на восток и остановились в Омске. В Омске Ильин принял участие в конкурсе ОХЛИИСК (1919) и получил премию за свой вариант ордена «Освобождение Сибири». Перед падением Омска в ноябре 1919 семья Ильиных продолжила свой путь на восток и наконец остановилась в Чите. По дороге в Читу среди других бежавших на восток Ильин встретил Наталью Александровну Мельникову, дочь крупного зерноторговца из Петрограда. По приезде в Читу они стали мужем и женой.
В Чите художник зарабатывал на жизнь, рисуя портреты высокопоставленных японских офицеров. Их рекомендации помогли получить художнику и членам его семьи разрешение на въезд в Японию, когда скорое падение Дальневосточной республики стало неминуемым. Остановившись в Токио, Ильин, благодаря ранее заработанной репутации, стал получать заказы на портреты высоких правительственных чиновников и членов императорской семьи. Он также организовал в Токио несколько удачных персональных выставок-продаж. В 1923 Ильины получили разрешение на въезд в США.

## США
В США Ильины поселились в Сан-Франциско. С San Francisco Bay Area будет связана дальнейшая жизнь и творчество художника, за исключением краткого периода жизни в Колорадо в 1940-х.
Свою первую выставку на новом месте Ильин организовал уже в 1924 и быстро стал одним из наиболее популярных портретистов Калифорнии. Приобретённый происхождением и образованием аристократизм привлекал заказчиков из высшего общества и позволял называть цену, порой вдвое превосходящую среднюю. В 1928 «The San Francisco Chronicle» назвала его наиболее талантливым художником города. В январе 1930 Ильин был приглашён в Белый дом, чтобы нарисовать портрет Лу Гувер, жены президента Герберта Гувера. Газеты писали о нём как о художнике, который в своих работах естественно объединяет академичность и модерн, обладает чувством линий, форм и цвета. В его стиле видели великолепное объединение стилей Лоуренса, Ван Дейка и Веласкеса.
В 1936 на персональной выставке в Лос-Анджелесе произошла волнующая встреча Ильина с его учителем живописи из Казанской гимназии Н. И. Фешиным. Тот после разгрома белого движения тоже бежал из России и поселился в Голливуде, имея репутацию одного из лучших художников на западном побережье США.
Последние годы жизни Ильин провёл около Рашен-Ривер. Скончался в Себастополе 14 октября 1968 года и похоронен на Сербском кладбище (англ. Serbian Cemetery) в Сан-Франциско.